# Чулпан (Оренбургская область)
Чулпан — село в Кувандыкском городском округе Оренбургской области.

## География
Находится на левобережье Сакмары на расстоянии примерно 32 километров на запад от окружного центра города Кувандык.

## Климат
Климат умеренно континентальный. Времена года выражены чётко. Среднегодовая температура по району изменяется от +4,0 °C до +4,8 °C. Самый холодный месяц года — январь, среднемесячная температура около −20,5…−35 °C. Атмосферных осадков за год выпадает от 300 до 450—550 мм, причём большая часть приходится на весенне-летний период (около 70 %). Снежный покров довольно устойчив, продолжительность его, в среднем, 150 дней.

## История
Основано в 1920-х или 1930-х годах ногайцами (кондуровскими татарами), перешедшими сюда из села Кондуровка Саракташского района. От татарского слова Чулпан — «утренняя звезда, планета Венера». Башкиры именуют село — Сулпан. До 2016 года входила в Зиянчуринский сельсовет Кувандыкского района, после реорганизации этих муниципальных образований в составе Кувандыкского городского округа.

## Население
Постоянное население составляло 476 человек в 2002 году (русские 56 %, татары 31 %), 401 в 2010 году.